# Countryblues
Countryblues (också känd som folkblues, akustisk blues, deep blues, traditionell blues m.fl.) är en i huvudsak akustisk och gitarrdriven stil av blues-musik som kan ses som originalformen av blues, spelad av den afroamerikanska befolkningen på södra USA:s landsbygd under 1920- och 1930-talen.

## Kännetecken
Countryblues består oftast av en soloartist som kompar sig själv på akustisk gitarr. När större grupper spelar används i regel instrument typiska för folkgenren, t.ex. munspel och fiol, samt hemmagjorda rytminstrument som tvättbräda eller rentav fotstamp. Countrybluesens spontana form och uttryck kan kontrasteras mot den bluesmusik som senare växte fram i städerna, där man oftast hade en förutsägbar struktur och tydlig form på låtarna. Citybluesen håller sig ofta till den typiska I-IV-V ackordstrukturen, men countryblues kan mycket väl vila på samma ackord genom hela låten.
Texterna handlar ofta om den afroamerikanska befolkningens upplevelser och det hårda arbetet, livet och kärleken i den amerikanska södern, men också om resande, ensamhet och de vandrande bluesmusikernas livsstil.

## Historia
De afrikanska slavarna förde med sig sina musikaliska traditioner när de fördes till de nordamerikanska kolonierna för att arbeta. Tidiga typer av afroamerikansk musik är spirituals och arbetssånger. Detta blandades sedan med de vita nybyggarnas folkmusik och skapade nya stilar, och bluesen växte fram i slutet av 1800-talet. 

### Texas countryblues
Under 1920 och 30-talet började de akustiska bluesmännen i Texas utveckla en mer komplex stil av gitarrspelande, som blev början på en bluestrend där lead-spelande skildes från rytmspelande. Den akustiska bluesen i Texas vilade mycket på användandet av slidegitarr. Andra lokala och regionala blues-scener lämnade även de sina avtryck på blues-soundet. I South Carolina, North Carolina och Georgia lade artister som Blind Boy Fuller och Brownie McGhee till en fingerplockande gitarrteknik för att skapa Piedmont blues-stilen. Det akustiska blues-soundet från Memphis växte fram ur stadens jugband och vaudeville-tradition.

### Modern countryblues
När den afroamerikanska befolkningens musiksmak under tidigt 1960-tal började förändras mot soul och rhythm & blues-musik fann countrybluesen ny popularitet som "folkblues" och såldes i huvudsak till vita människor i college-åldern. Traditionella bluesartister som Big Bill Broonzy och Sonny Boy Williamson omdefinierade sig som folkblues-artister, och artister från Piedmont blues-scenen, t.ex. Sonny Terry, blev mycket framgångsrik på folkmusikfestivaler.

## Artister
Ett kort urval av några av de mest framstående artisterna inom genren: 
- Big Bill Broonzy
- Blind Boy Fuller
- Blind Lemon Jefferson
- Robert Johnson
- Brownie McGhee
- Sonny Terry
- Sonny Boy Williamson

## Låtexempel
- "See That My Grave Is Kept Clean" av Blind Lemon Jefferson, 1928.
- "John the Revelator" av Blind Willie Johnson, 1930.
- "Pony Blues" av Charlie Patton, 1929.